# La morte di Cleopatra (Luna)
La morte di Cleopatra (La Muerte de Cleopatra) è un dipinto realizzato dal pittore filippino Juan Luna nel 1881. L'opera è attualmente conservata al museo del Prado di Madrid.

## Storia
Il quadro vinse la medaglia d'argento all'esposizione nazionale di belle arti di Madrid del 1881. Questo concorso di pittura fu il primo al quale partecipò Juan Luna. Grazie all'esposizione, Luna ricevette una borsa di studio al municipio di Manila. Dopo averlo completato, l'artista vendette il quadro per 5000 pesete spagnole, il prezzo più alto per un dipinto filippino in quell'epoca. Come "opera di laurea" di Luna, La morte di Cleopatra venne acquistata dal governo spagnolo per mille duros.
Uno studio del dipinto venne venduto per 9,3 milioni di pesi filippini ad un'asta svoltasi nel marzo del 2019.

## Descrizione

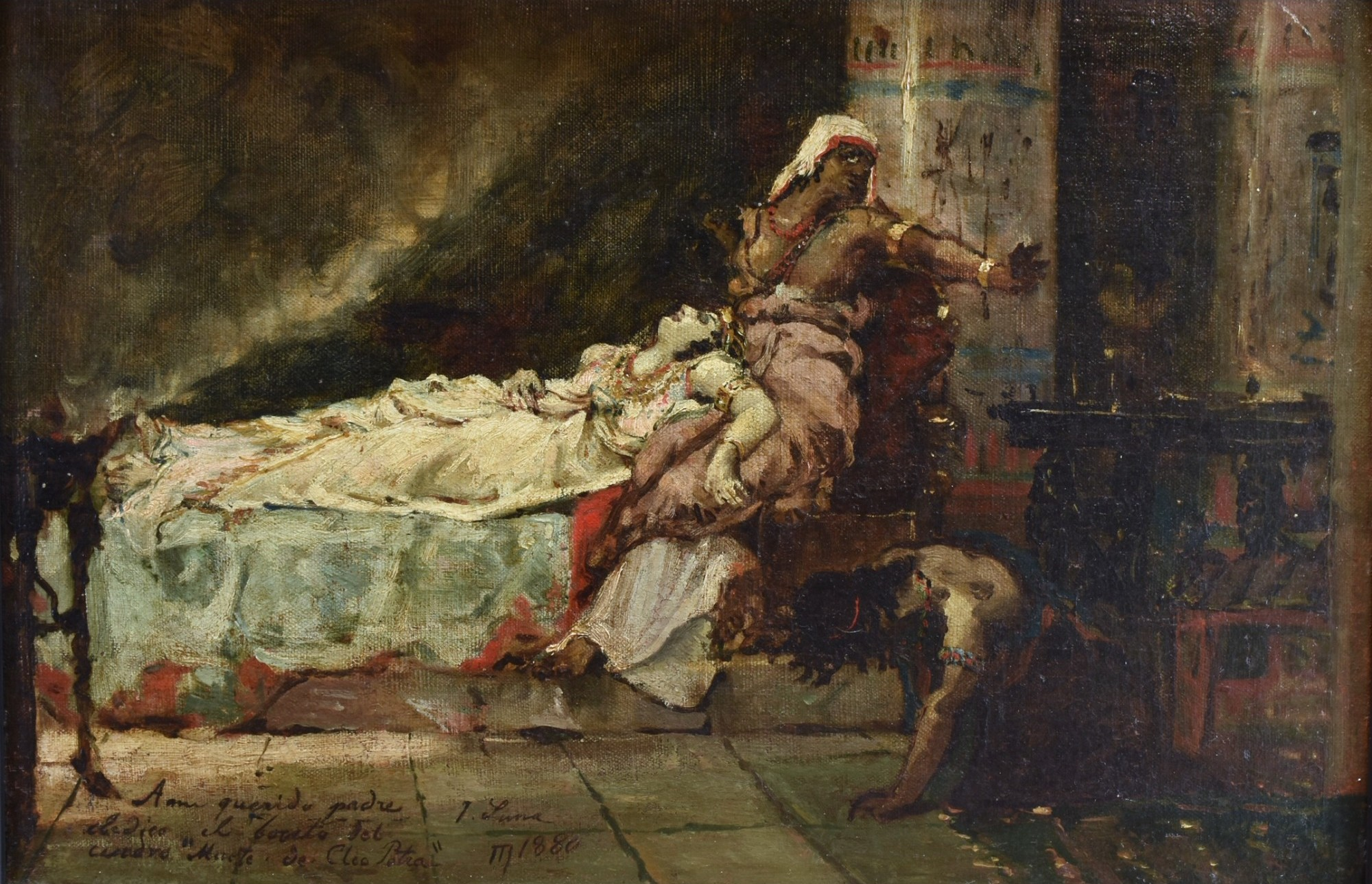
Un bozzetto dell'opera realizzato nel 1880.

La tela ritrae la morte dell'ultima regina dell'antico Egitto, Cleopatra VII, dopo essersi fatta mordere da un aspide (secondo la versione più celebre della storia). La regina giace su un letto, ormai spirata, mentre un'ancella è crollata ai suoi piedi e un'altra sta cadendo morente all'indietro. Secondo il racconto dello storico greco antico Plutarco, contenuto nella Vita di Antonio, quando gli inviati di Ottaviano giunsero per evitare che Cleopatra si suicidasse, trovarono la regina distesa sul suo letto, ormai morta, e la sua schiava Ira ai suoi piedi. Una seconda ancella, Carmione, fece appena in tempo a sistemare il diadema reale, poi cadde al suolo. Le due ancelle, infatti, si erano suicidate con la loro sovrana.
La scena si svolge in una stanza riccamente decorata. Le mura sono piene di geroglifici e varie statue adornano il luogo. Per terra, sul punto nel quale è caduta Ira, si trova la pelliccia di un felino a mo' di tappeto, mentre dall'altro capo del letto una colonna di fumo, forse dell'incenso, si leva per aria.